# Église Sainte-Catherine des Hôpitaux-Neufs
Pour les articles homonymes, voir Église Sainte-Catherine et Sainte-Catherine.
L’église Sainte-Catherine des Hôpitaux-Neufs est une église paroissiale située sur la commune des Hôpitaux-Neufs dans le département français du Doubs.

## Histoire
La fondation de l'église Sainte-Catherine, d'architecture romane, remonterait à 1368. Elle a été profondément transformée au XVIIe siècle dans un style renaissance italienne. L'église est reconstruite vers 1694-1696
En 1999, ses façades ont été nettoyées et son clocher entièrement rénové.
L'église Sainte-Catherine est inscrite au titre des monuments historiques depuis le 6 novembre 1939

## Rattachement
Jusqu'au concordat de 1801, la paroisse relevait du diocèse de Lausanne.
L'église fait partie désormais de la paroisse de Mouthe qui est rattachée au diocèse de Besançon.

## Architecture
De style renaissance italienne, elle possède un clocher-porche surmonté d'une flèche octogonale.

## Mobilier
L'église Sainte-Catherine possède un mobilier intérieur de grande qualité qui est d'inspiration baroque. Certains éléments sont protégés au titre objet des monuments historiques :
- Le retable des fonts baptismaux en style baroque datant du XVIIe siècle, classé à titre objet au titre des monuments historiques depuis le 25 mars 1938[5]

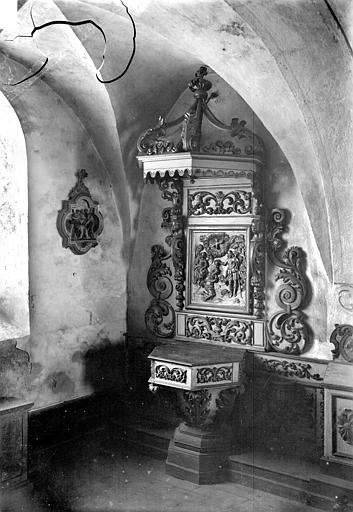
Le retable des fonts baptismaux.
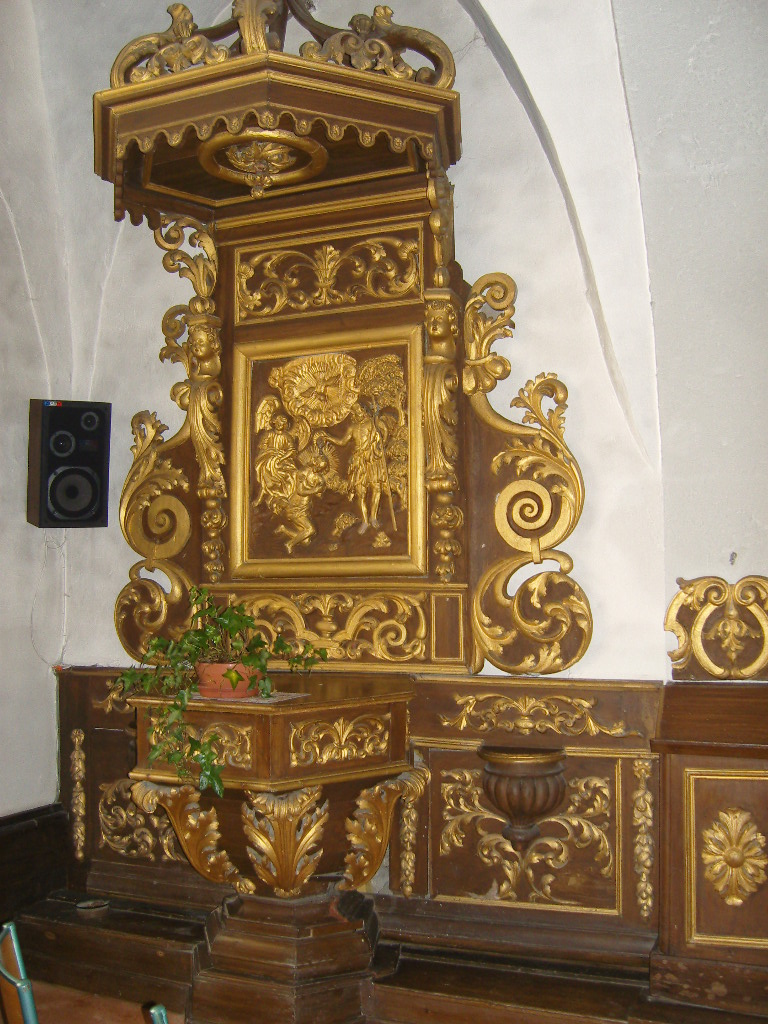
Le retable des fonts baptismaux.
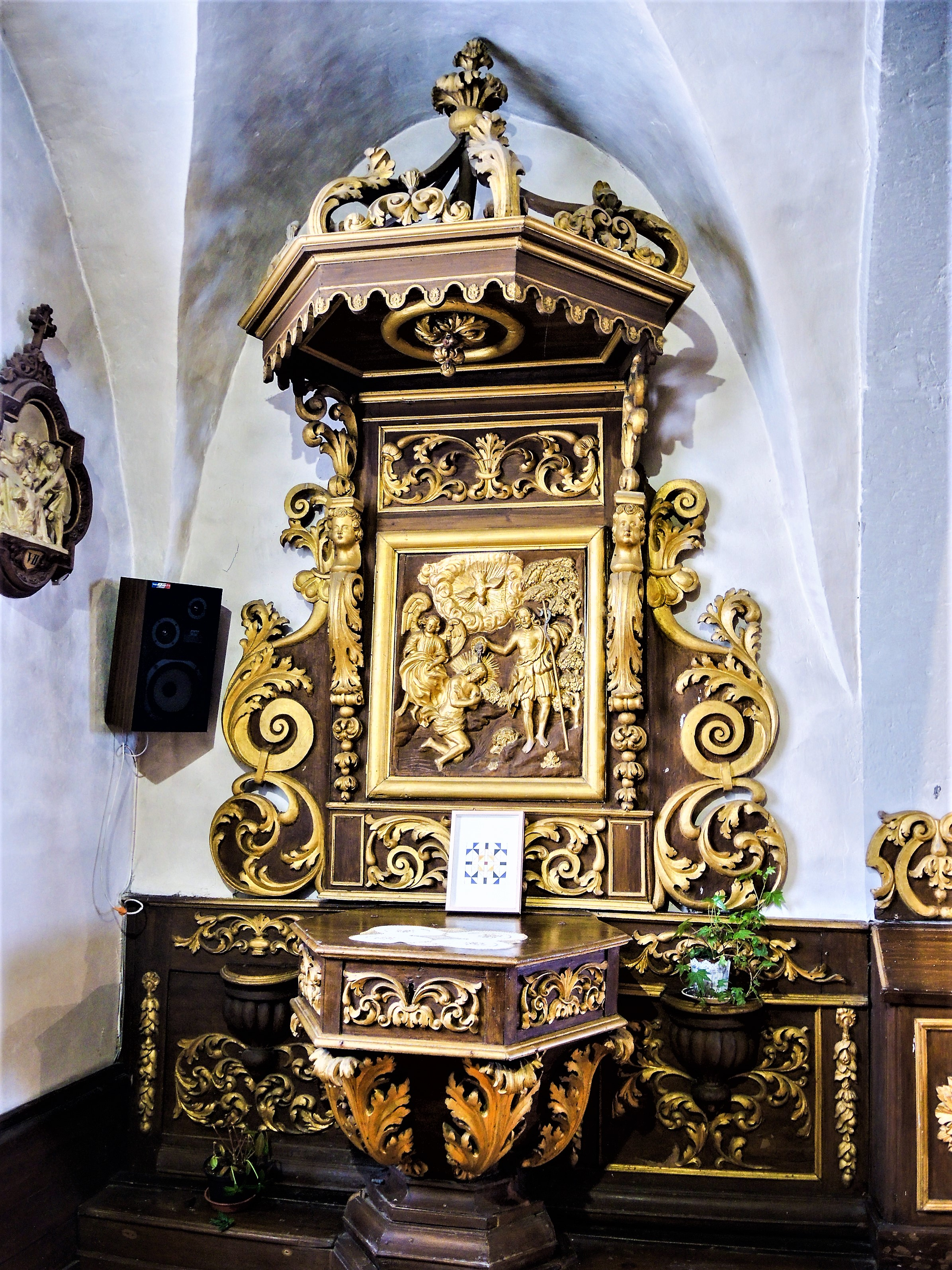
Le retable des fonts baptismaux.

- Le retable de la chapelle de la Vierge, dont la Vierge à l'Enfant de bois doré du XVIIe - polychrome à l'origine - représente Notre-Dame de Lausanne, datant du XVIIe siècle, est classé à titre objet au titre des monuments historiques depuis le 25 mars 1938[6]

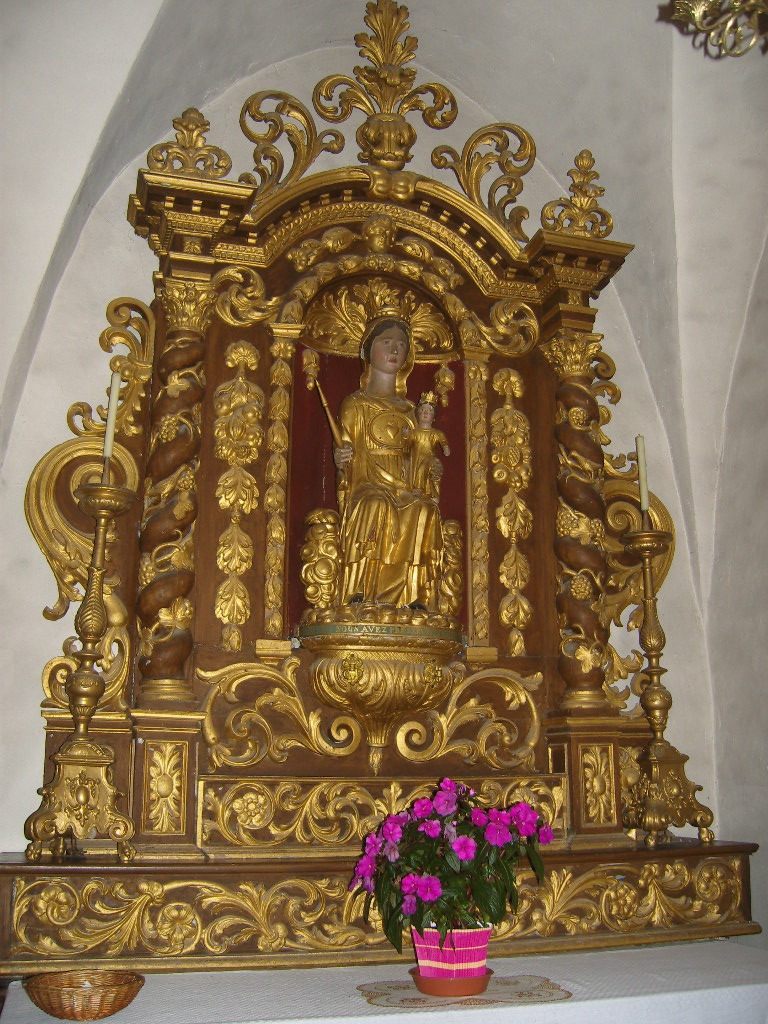
Le retable de la chapelle de la Vierge.
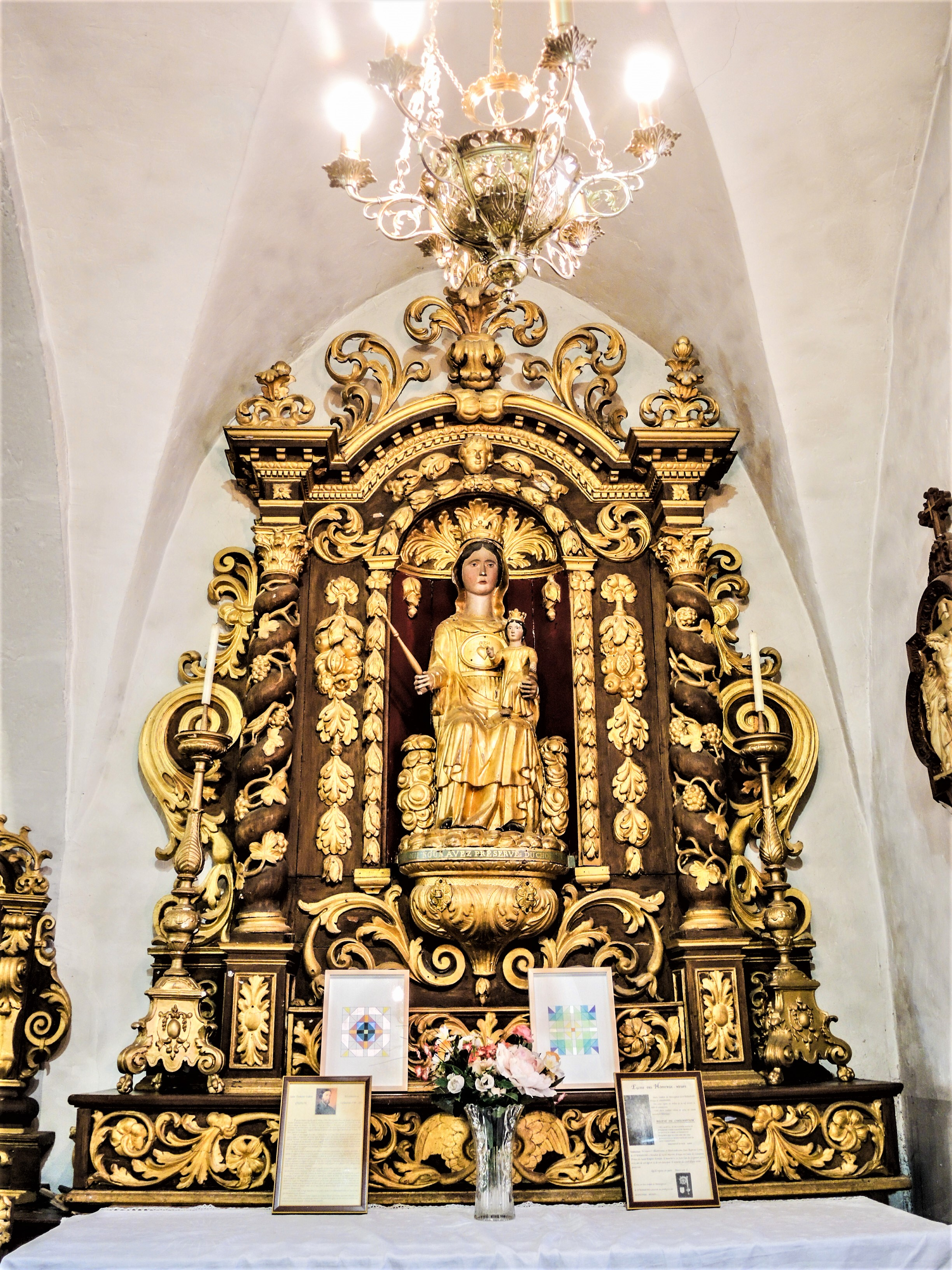
Le retable de la chapelle de la Vierge.
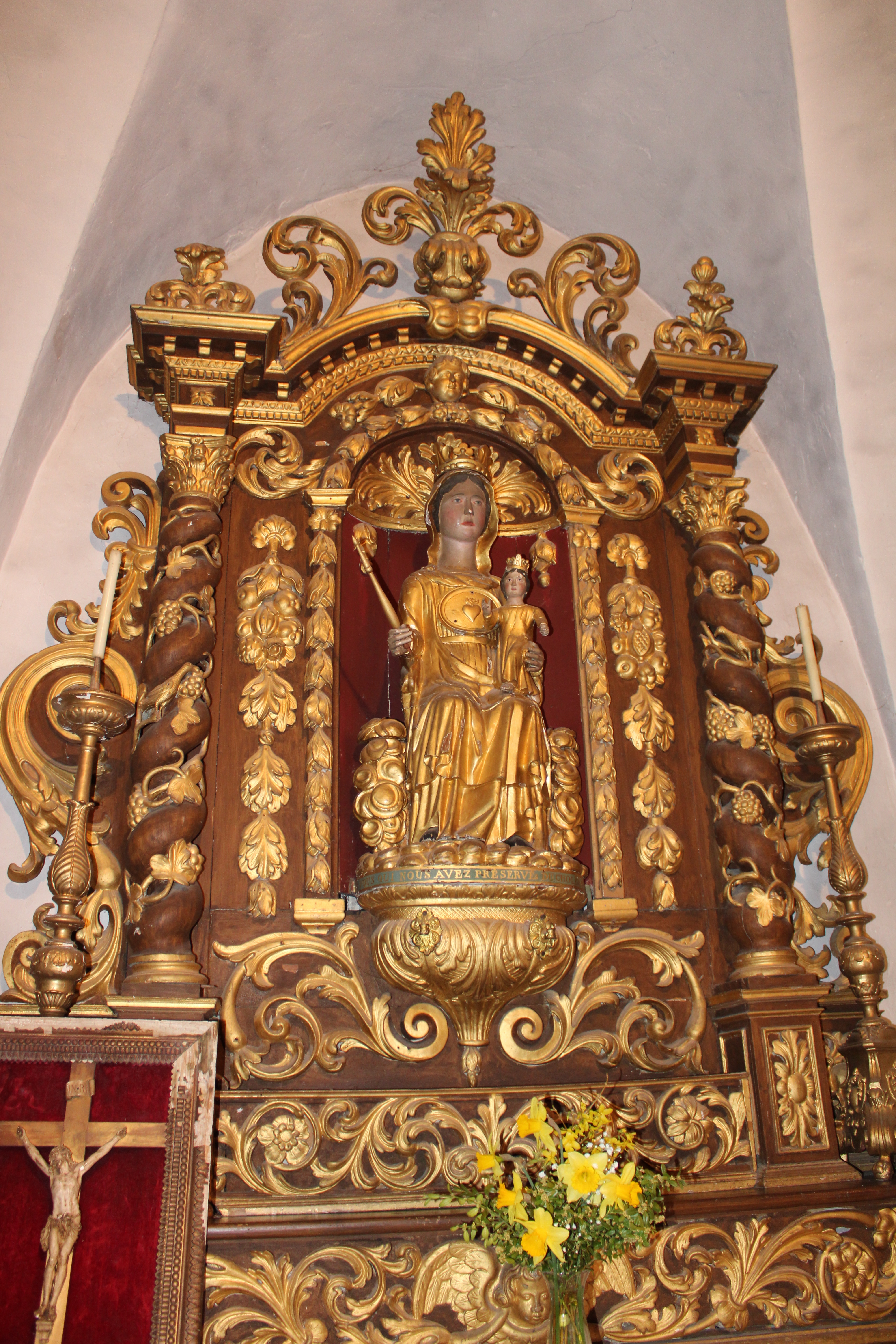
Le retable de la chapelle de la Vierge.

- le maître-autel surmonté d'un ciborium doré à baldaquin, lui-même soutenu par des colonnes torses originales pour la région, datant du XVIIe siècle, classé à titre objet au titre des monuments historiques depuis le 20 décembre 1916[7]

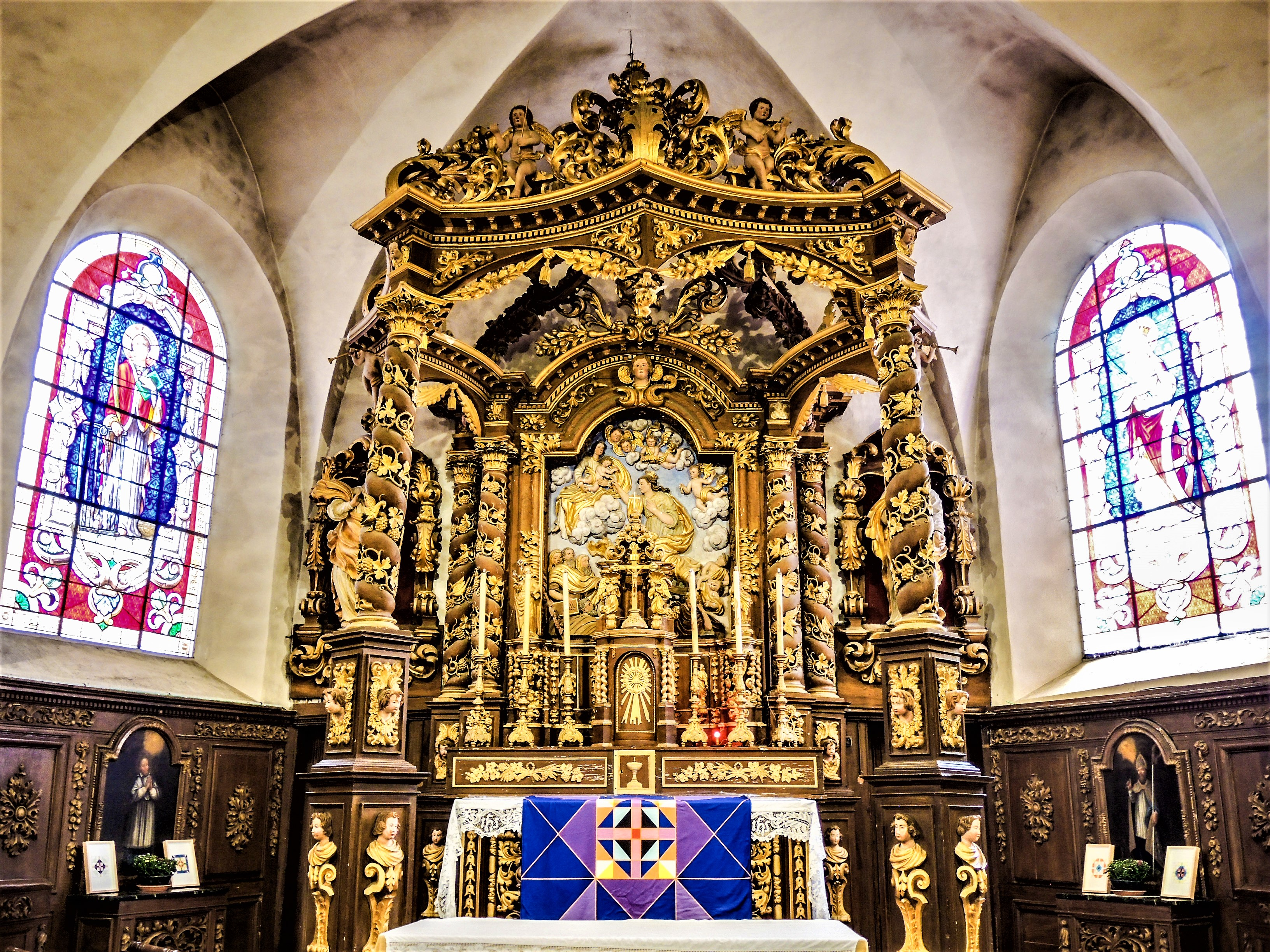
Le maître-autel et le ciborium.
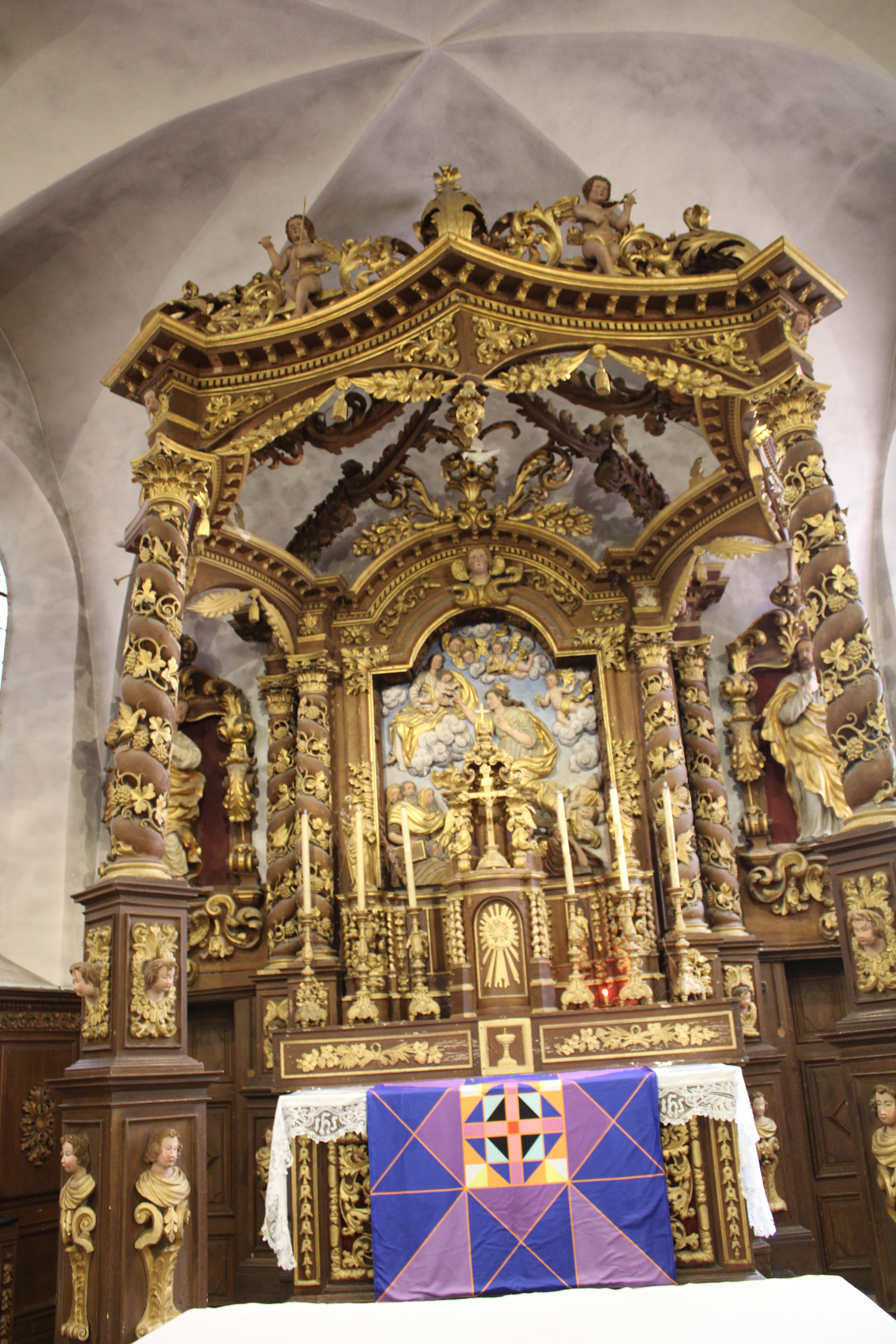
Le maître-autel et le ciborium.
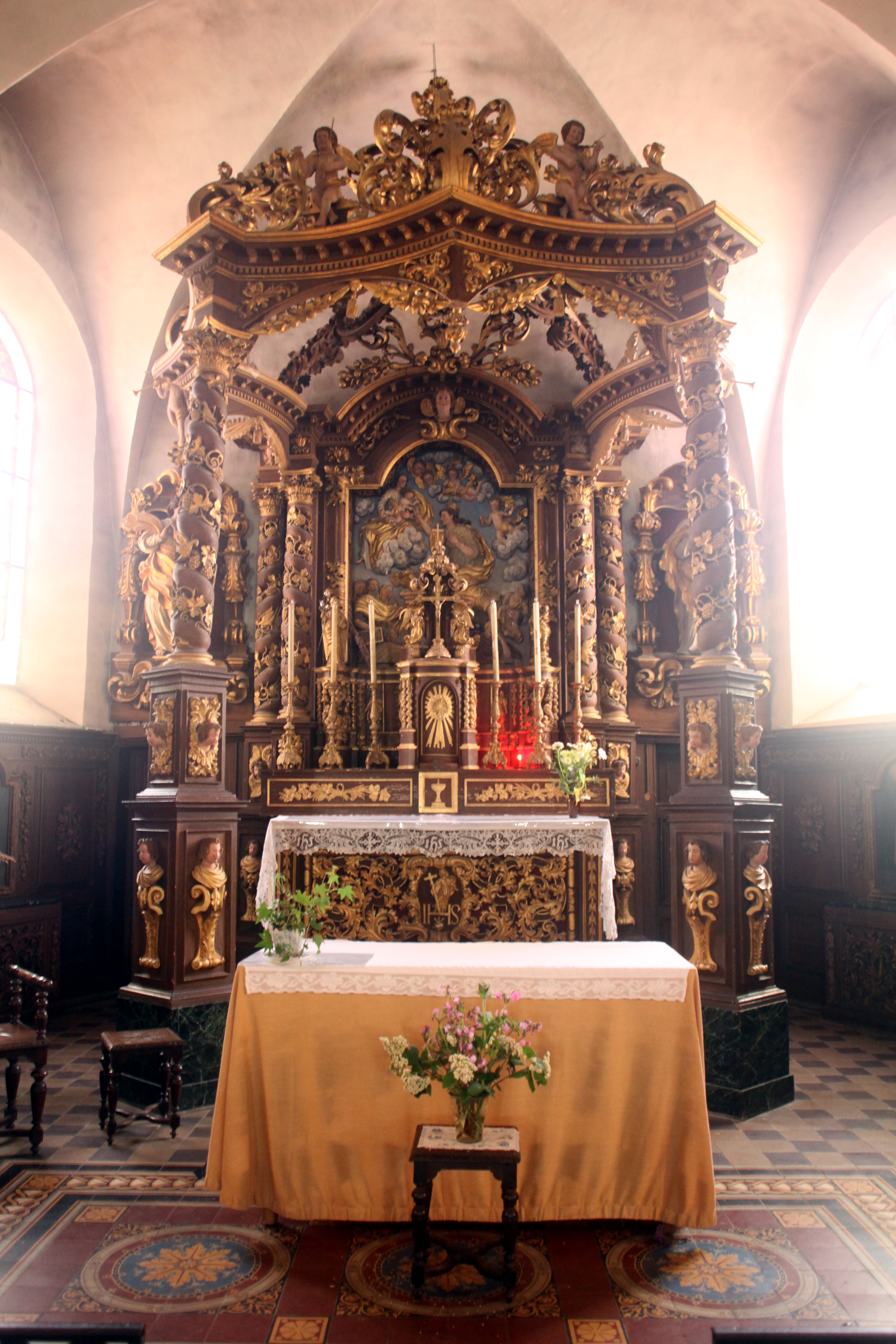
Le maître-autel et le ciborium.
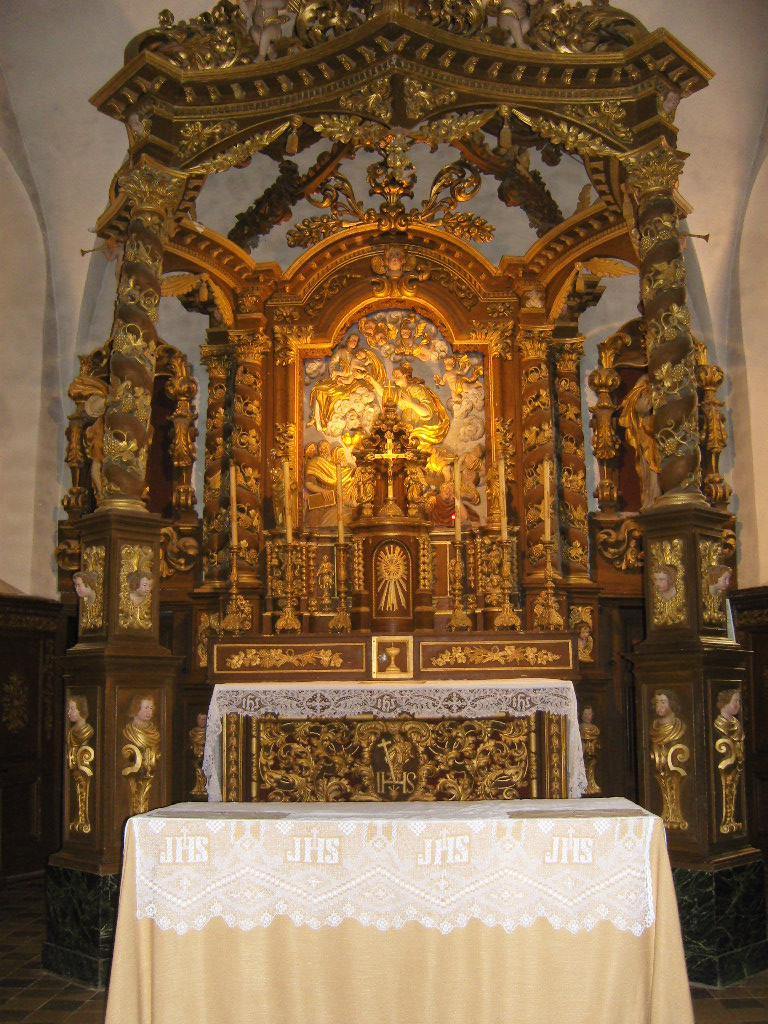
Le maître-autel et le ciborium.
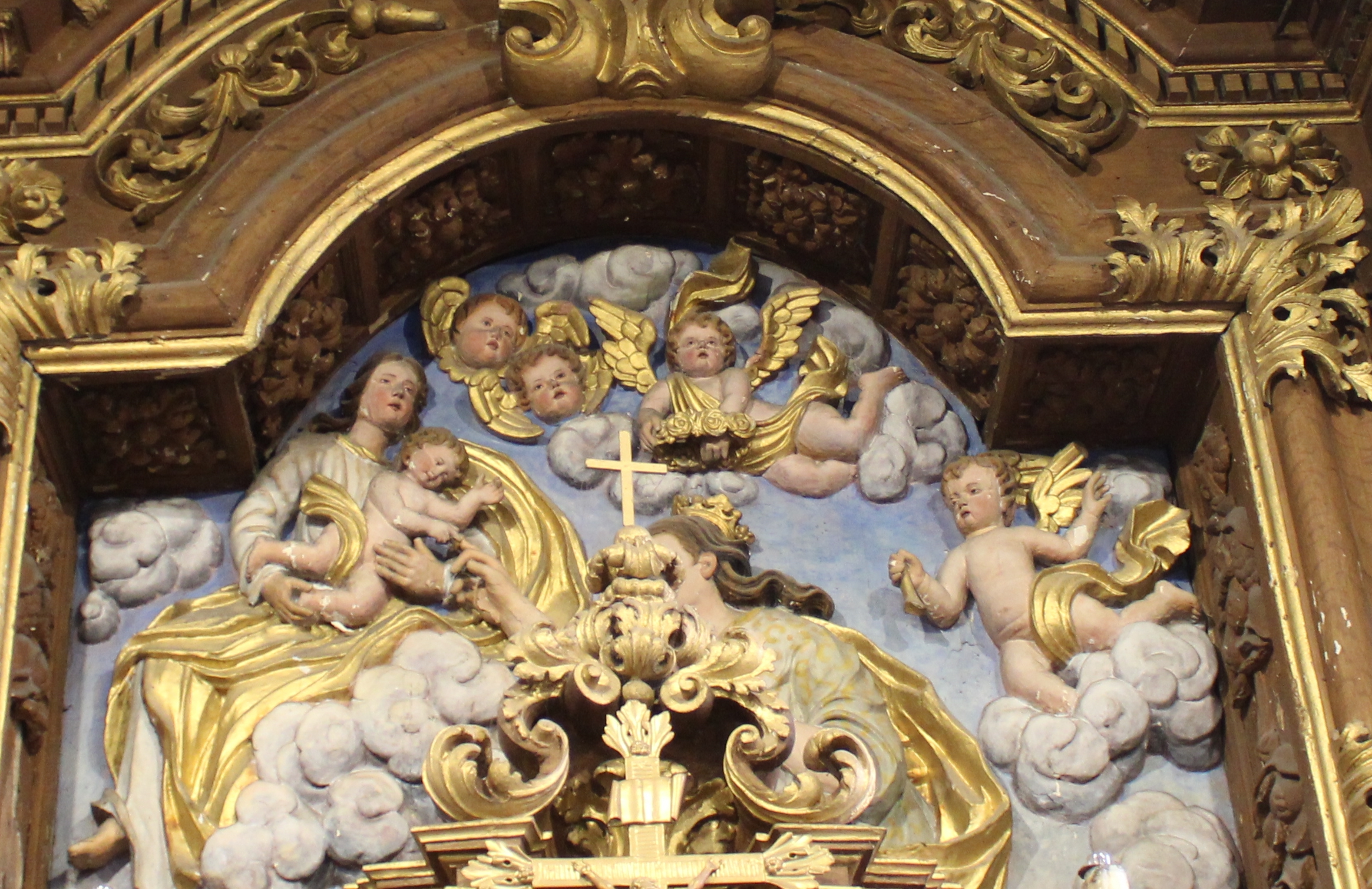
Détails des sculptures du ciborium.

- Les 34 bancs de fidèles en bois sculpté datant du XVIIe siècle, classés à titre objet au titre des monuments historiques depuis le 20 décembre 1916[8]

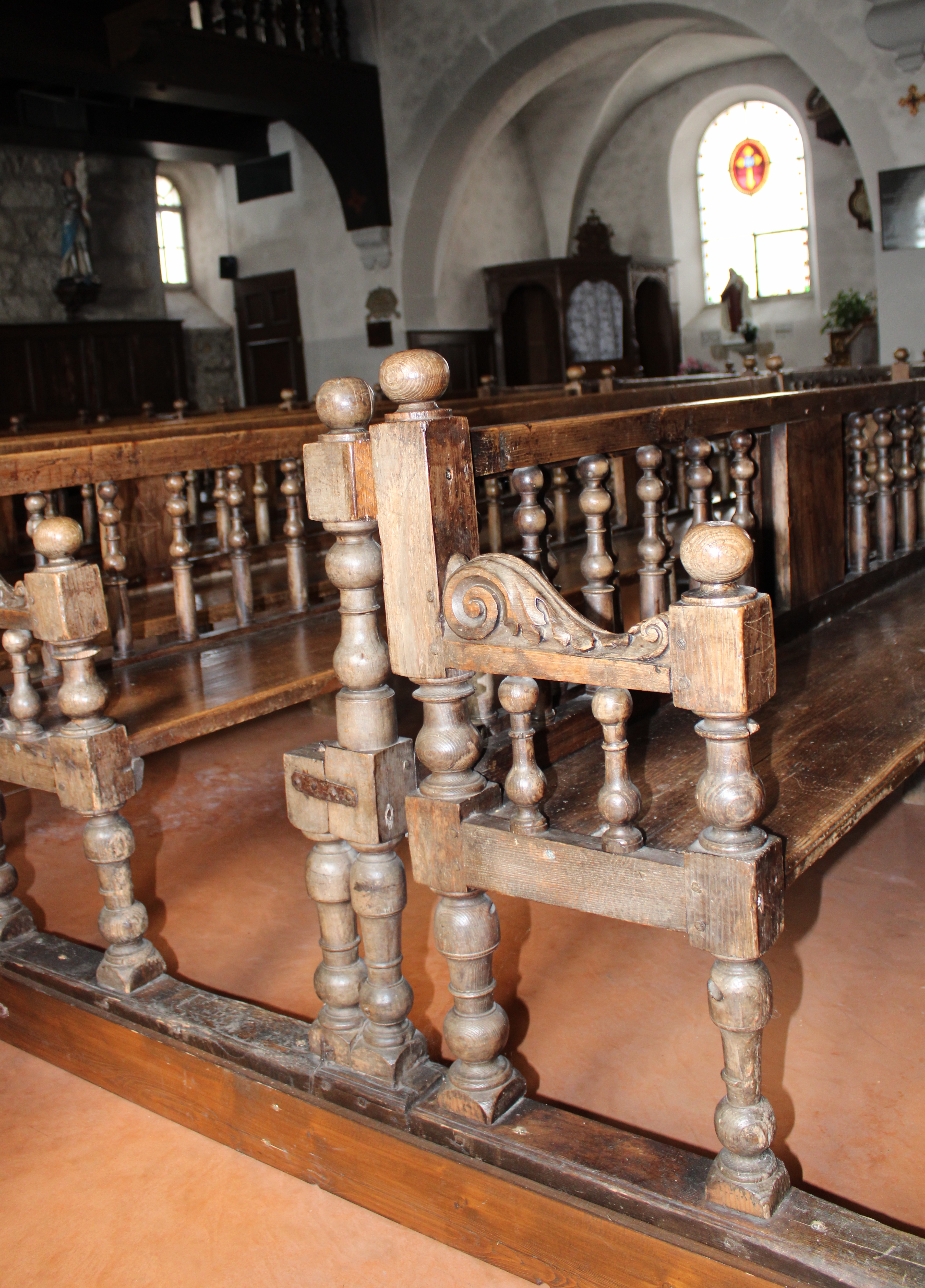
Les bancs de fidèles.

- La pierre tombale de Jean-Baptiste de Strambino (de), évêque et comte de Lausanne, décédé au cours d'une visite pastorale le 29 juin 1684, relevée en 1924, se trouve désormais dans l'une des chapelles latérales. Sur la dalle, les armoiries du prélat et une épitaphe sont sculptées. La dalle funéraire est classée à titre objet au titre des monuments historiques depuis le 20 décembre 1912[9]

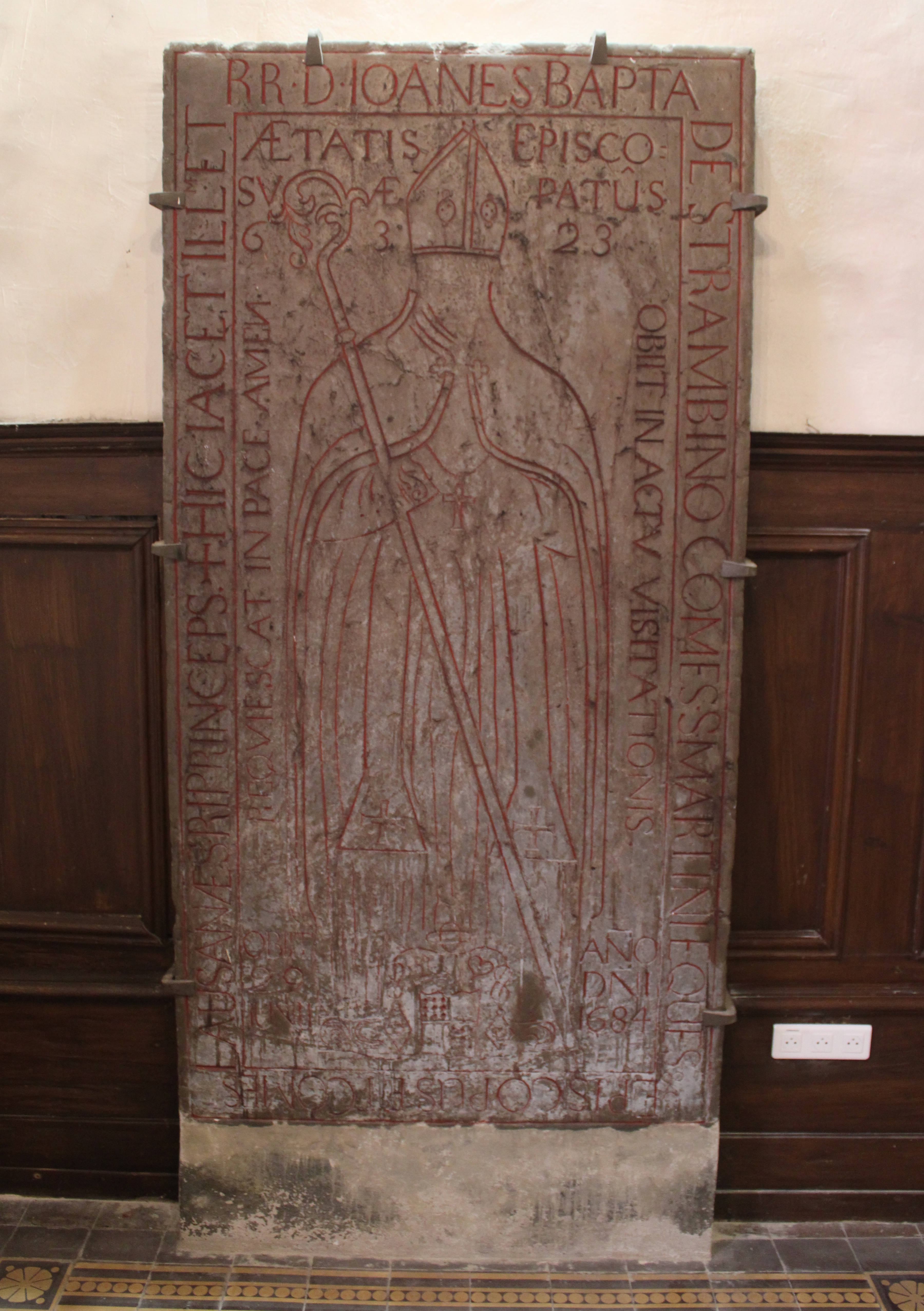
Pierre tombale de Jean-Baptiste de Strambino (de).

## Images

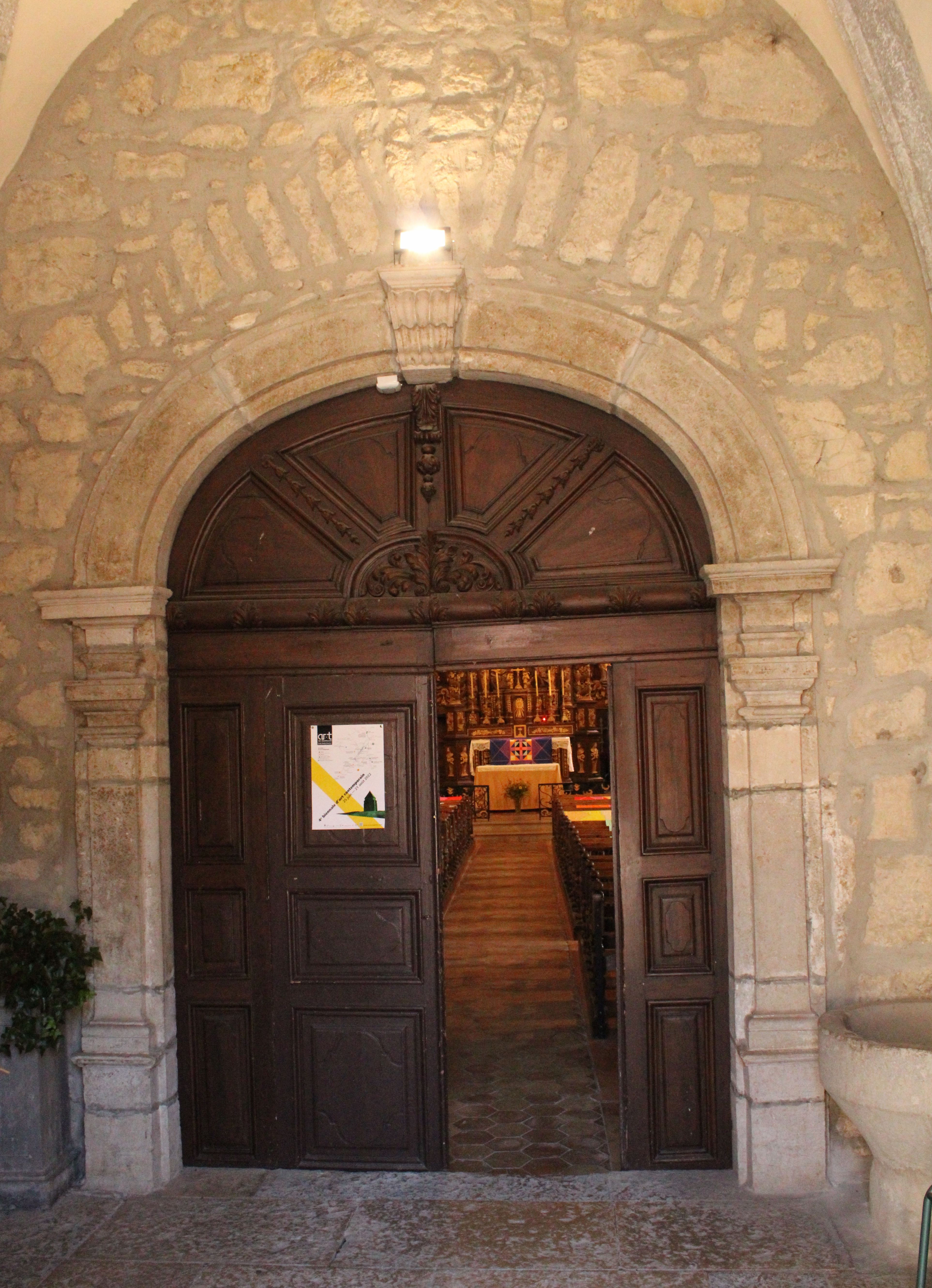
Le second portail.
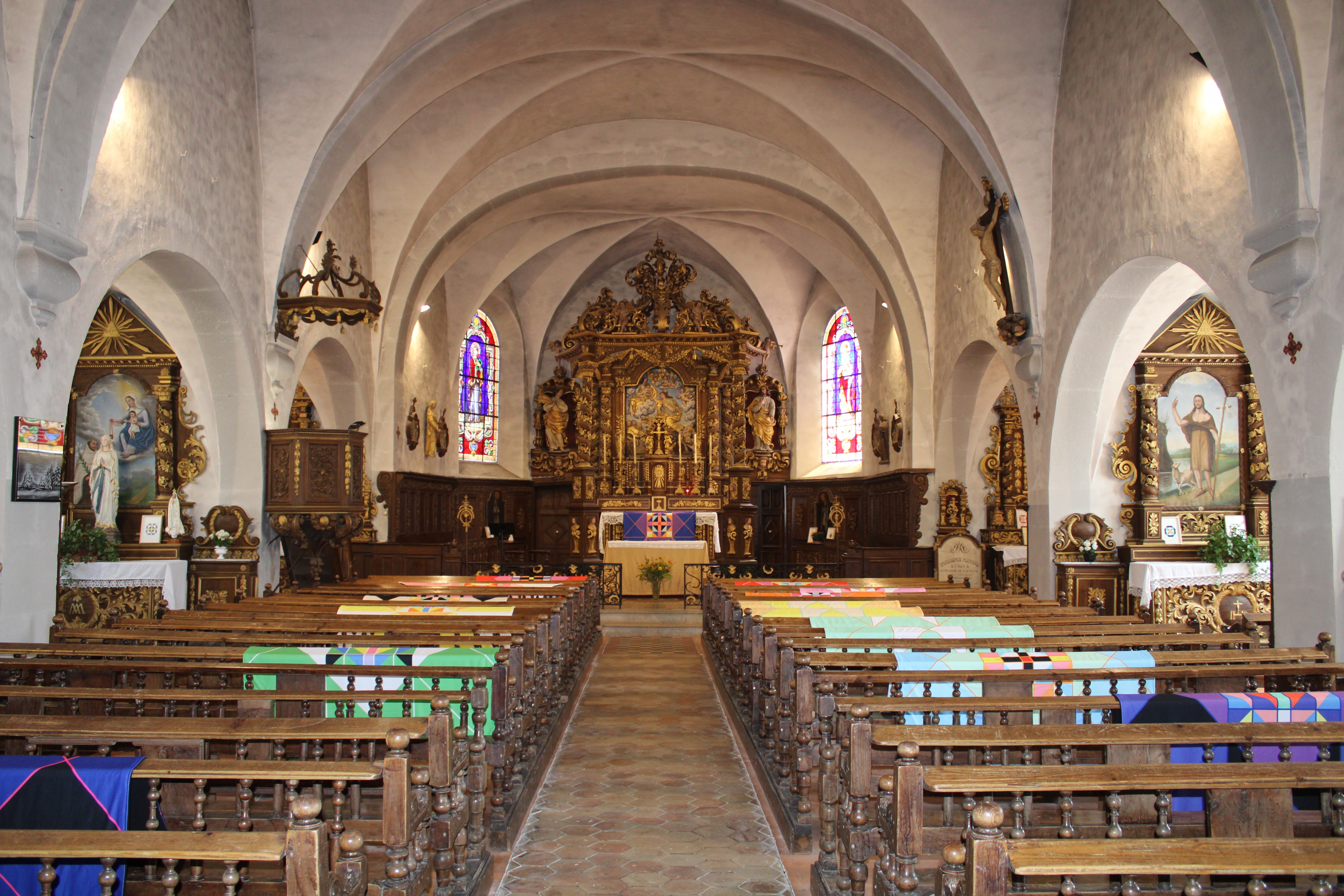
La nef.
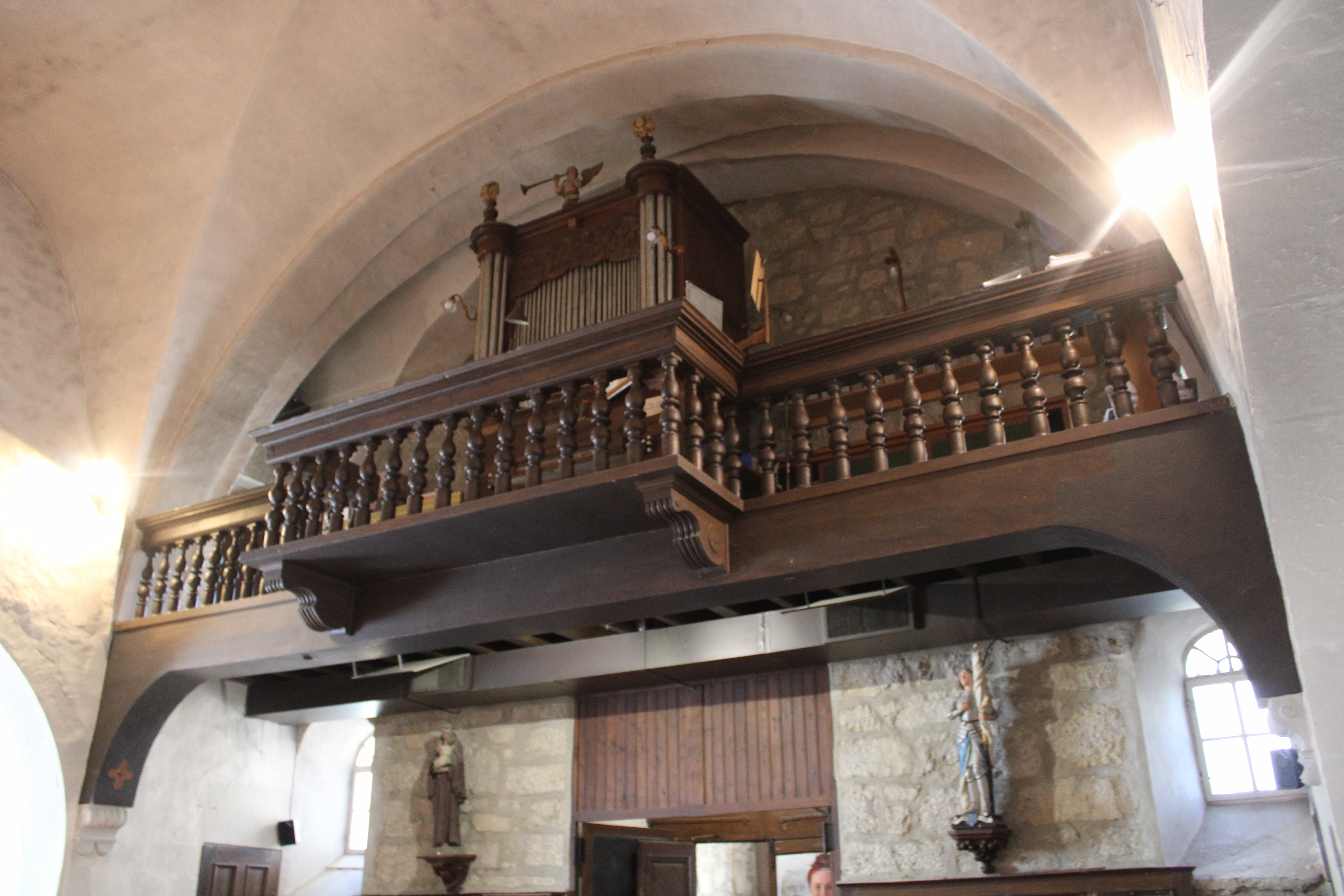
L'orgue.
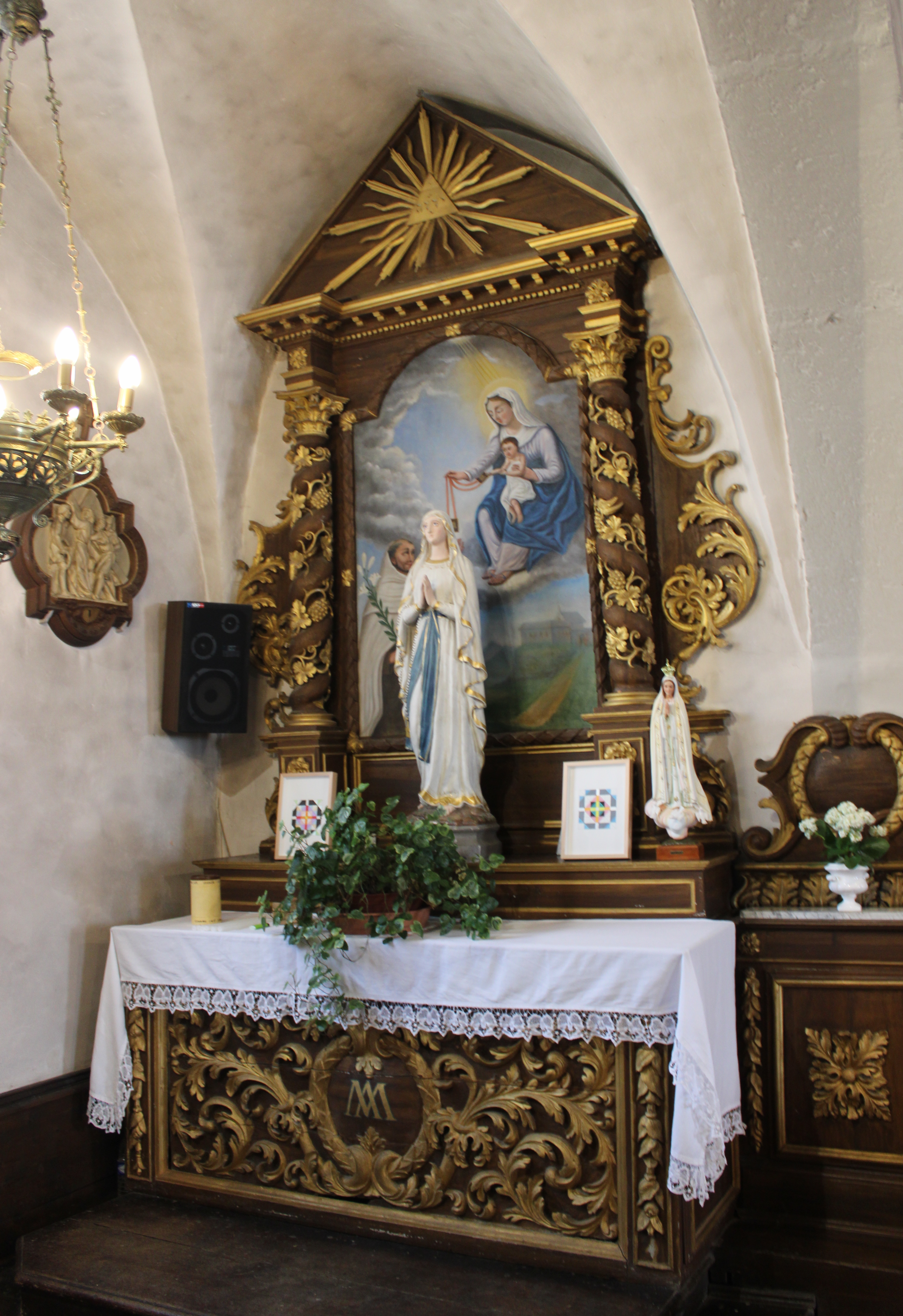
Retable.
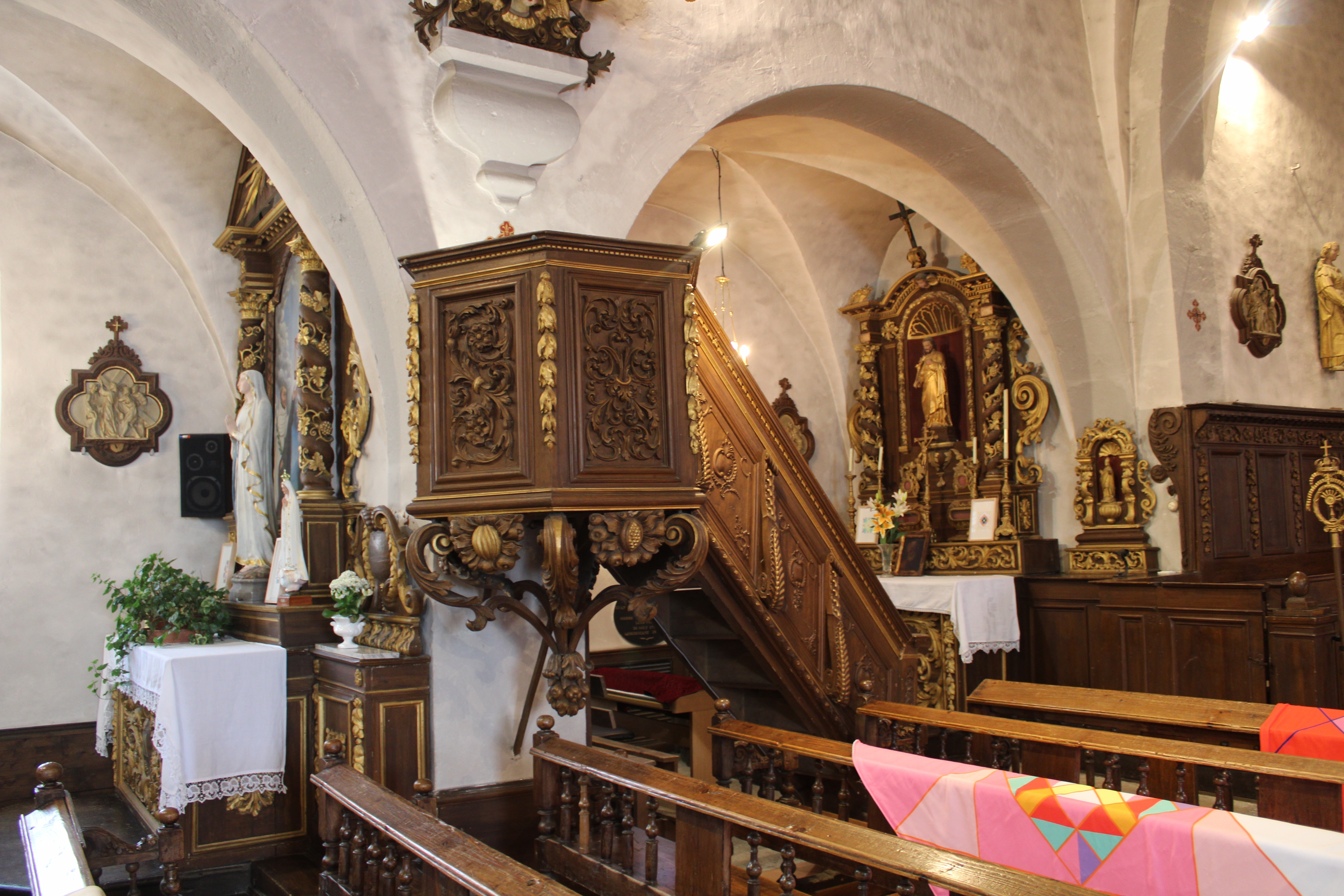
La chaire.
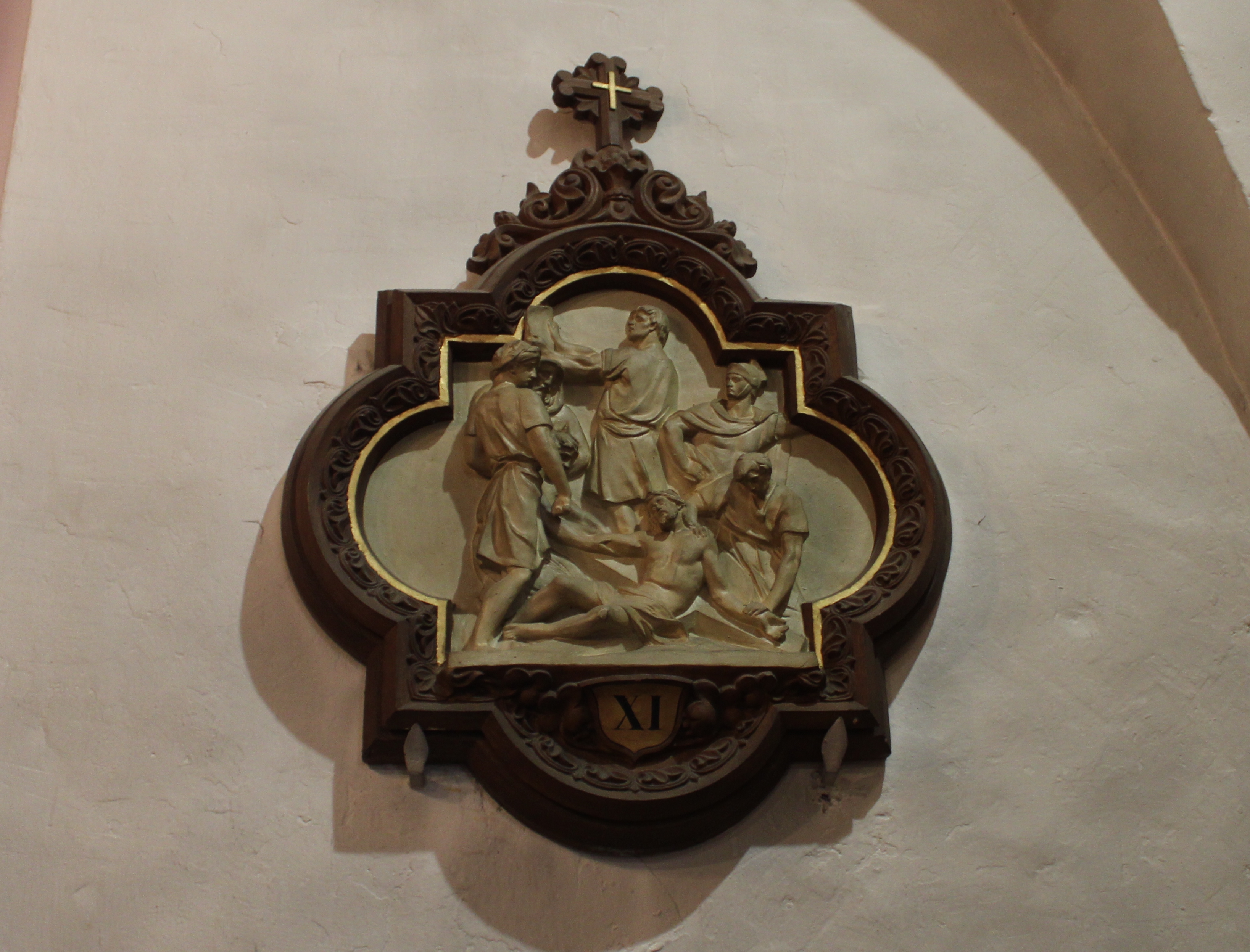
Chemin de croix - station XI.
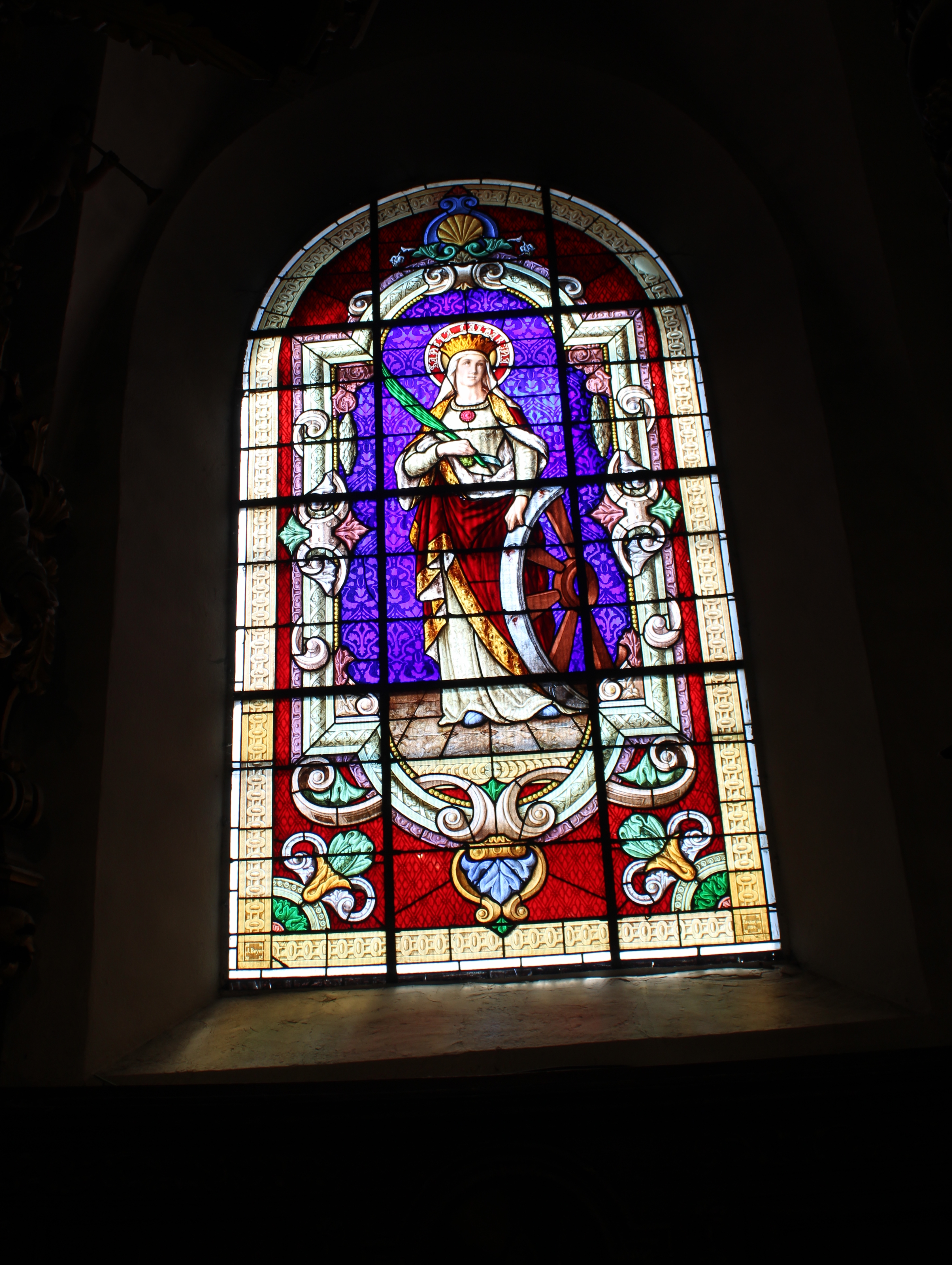
Vitrail représentant Catherine d'Alexandrie.

### Crédit d'auteurs
- Cet article est partiellement ou en totalité issu de l'article intitulé « Les Hôpitaux-Neufs » (voir la liste des auteurs).